# Lars Kallings
Lars Olof Kallings (Danderyd, 1 de enero de 1930-17 de junio de 2024) fue un médico sueco especializado en virología y líder de la lucha contra el VIH/sida en Suecia. Fue presidente de la Sociedad Internacional de SIDA  (IAS) de 1988 a 1990.

## Biografía
Se recibió de médico en el Instituto Karolinska en 1957 y aquí obtuvo su especialización en virología. Más tarde se doctoró en la misma institución en 1961.
Se inició en la lucha contra el VIH/sida en 1985 y el mismo año la Organización de las Naciones Unidas lo envió como especialista de la pandemia a la por entonces Europa Oriental influenciada bajo el Bloque del Este. La nacionalidad de Kallings fue el motivo de su selección para adentrarse sin conflictos en la cortina de Hierro, debido a la neutralidad de su país en la Guerra Fría.

### Carrera
En 1988 durante la IV Conferencia Internacional sobre el Sida realizada en Estocolmo, se fundó la IAS y se fijó la sede en la ciudad. Debido a esto se decidió elegir como primer presidente a un sueco, el experto en la enfermedad más respetado y con mayor idoneidad fue Lars Kallings. Luego de finalizar su mandato, el expresidente se desempeñó hasta 2003 como secretario de la IAS y su mayor logro fue organizar la XIII Conferencia Internacional sobre el Sida en el país con más personas con VIH en el mundo; Sudáfrica y es evidente que esta ceremonia logró sensibilizar a la población mundial.
Kallings actualmente está jubilado como investigador y médico, pero desde 2003 es uno de los líderes y contribuye como experto en la planificación de la lucha contra la enfermedad en el frente asiático.